# Elecciones presidenciales de Argelia de 1995
Las elecciones presidenciales se llevaron a cabo en Argelia el 16 de noviembre de 1995, constituyendo las primeras elecciones presidenciales multipartidistas de la historia argelina. Estas se celebraron en el contexto de la guerra civil argelina. El jefe de Estado militar de facto Liamine Zéroual, obtuvo una amplia victoria con el 61,3% de los votos. El Grupo Islámico Armado amenazó con matar a cualquier votante bajo el eslogan "un voto, una bala". No obstante, la participación fue alta, con más del 74% del electorado presentando su voto.

## Resultados
| Candidato             | Partido                                   | Votos      | %    |
| --------------------- | ----------------------------------------- | ---------- | ---- |
| Liamine Zéroual       | Agrupación Nacional para la Democracia    | 7.088.618  | 61,3 |
| Mahfoud Nahnah        | Movimiento de la Sociedad por la Paz      | 2.971.974  | 25,6 |
| Said Sadi             | Agrupación por la Cultura y la Democracia | 1.115.796  | 9,6  |
| Noureddine Boukrouh   | Partido de la Renovación Argelina         | 443.144    | 3,8  |
| Votos anulados        | Votos anulados                            | 345.748    | -    |
| Total                 | Total                                     | 11.965.280 | 100  |
| Fuente: Nohlen et al. |                                           |            |      |